# Балка Водяная
Балка Водяная — ботанический заказник местного значения. Находится в Покровском районе Донецкой области возле посёлка Пески. Статус заказника присвоен решением облисполкома № 9 10 января 1979 года. Решением Донецкого областного совета от 4 марта 1999 года № 23/5-127 внесены изменения. Площадь — 5 га. На территории заказника произрастает девясил высокий — лекарственное растение.